# Ledigos
Ledigos est un municipio (municipalité ou canton) de la province de Palencia dans la communauté autonome de Castille-et-León, en Espagne. C'est aussi le nom de la localité chef-lieu du municipio.
Cette localité est située sur le Camino francés du Pèlerinage de Saint-Jacques-de-Compostelle.

## Démographie
| 1900 | 1910 | 1920 | 1930 | 1940 | 1950 | 1960 | 1970 | 1981 | 1991 | 1996 | 2001 | 2004 | 2007 | 2010 |
| 317  | 300  | 268  | 323  | 284  | 338  | 336  | 277  | 189  | 130  | 114  | 100  | 96   | 84   | 76   |

## Culture et patrimoine

### Pèlerinage de Compostelle
Sur le Camino francés du Pèlerinage de Saint-Jacques-de-Compostelle, on vient de Calzadilla de la Cueza, par l' Arroyo Cueza de Cabañas et l' Antigo Hospital de Santa Maria de las Tiendas.
La prochaine halte est Terradillos de los Templarios.

### Patrimoine religieux
Hospital de San Lázaro
Iglesia parroquial

### Ledigos au cinéma
- Saint-Jacques... La Mecque, film réalisé par Coline Serreau, avec Muriel Robin.

## Sources et références
- (es) Cet article est partiellement ou en totalité issu de l’article de Wikipédia en espagnol intitulé « Ledigos » (voir la liste des auteurs).
- Grégoire, J.-Y. & Laborde-Balen, L. , « Le Chemin de Saint-Jacques en Espagne - De Saint-Jean-Pied-de-Port à Compostelle - Guide pratique du pèlerin », Rando Éditions, mars 2006,  (ISBN 2-84182-224-9)
- « Camino de Santiago St-Jean-Pied-de-Port - Santiago de Compostela », Michelin et Cie, Manufacture Française des Pneumatiques Michelin, Paris, 2009,  (ISBN 978-2-06-714805-5)
- « Le Chemin de Saint-Jacques Carte Routière », Junta de Castilla y León, Editorial Everest.